# 愛德華·阿格
愛德華·阿格（英語：Edward Argar，1977年12月9日—）是一位英國政治人物，他的黨籍是保守黨。他曾就讀於牛津大學。自2015年開始，他擔任查恩伍德選區選出的英國下議院議員，並於2019年獲委任為衞生國務大臣，2022年7月6日辭職。2022年獲委任為內閣辦公室部長，及後獲任命為財政部首席秘書。